# 가바야 식품

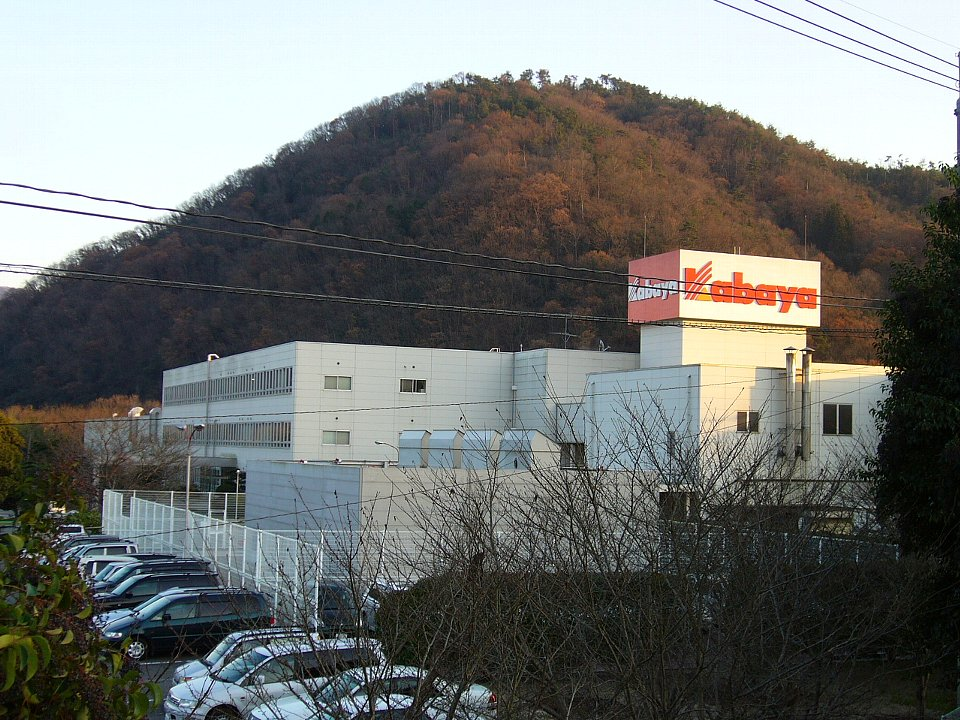
가바야 식품의 본사영업부이자 오카야마 생산 공장 전경.

가바야 식품(일본어: カバヤ食品, Kabaya)은 일본 도쿄도를 거점으로 하는 제과 전문 생산업 전담 기업이며, 1946년 공식적으로 설립되었다. 주요 생산 품목은 초콜릿, 사탕, 비스킷, 구미, 소다 사탕 등을 위주로 생산되고 있으며, 이 업체의 본사는 현재 오카야마현 오카야마시 기타구에 위치하고 있다.